# ماء عسر

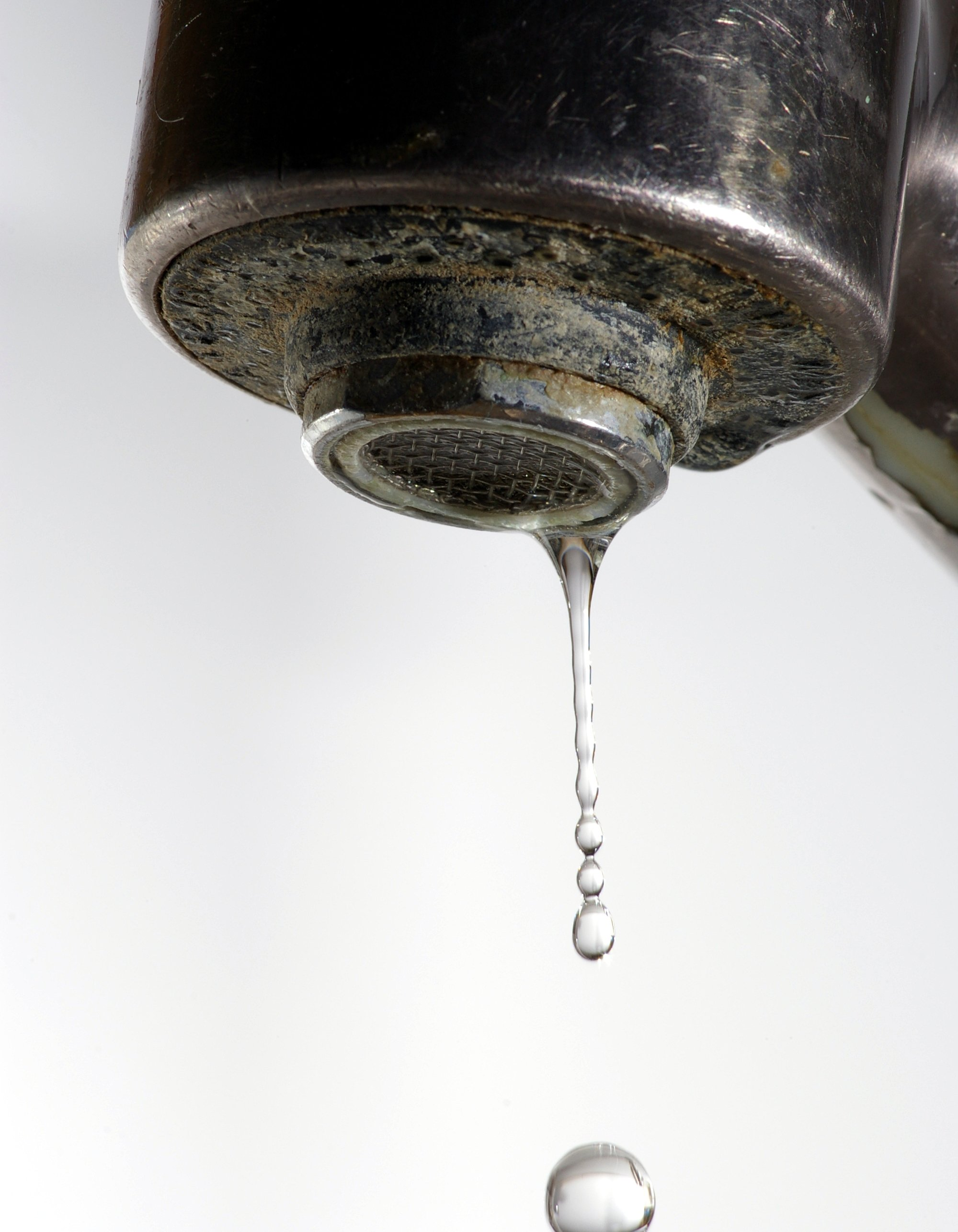
أثر عسر الماء على الصنبور.

الماء العسر أو مياه عسرة هو الماء الذي يحتوي على محتوى معدني عالي (على النقيض من «الماء اليسر»). يتم تشكيل الماء العسر عندما يتم ترشيح المياه من خلال رواسب الحجر الجيري والطباشير التي تتكون أساسا من الكالسيوم وكربونات المغنيسيوم. 
شرب هذا الماء قد يكون له فوائد صحية معتدلة، ولكن يمكن أن تطرح مشاكل خطيرة في إعدادات الصناعية، حيث يتم رصد صلابة المياه لتجنب حدوث أعطال مكلفة في المراجل، أبراج التبريد والمعدات الأخرى التي تتعامل مع المياه. في الاستخدام المنزلي، نري المياء العسر عندما  نري عدم تشكيل رغوة الصابون عندما يتم تحريك الصابون في الماء، وتكوين رواسب بيضاء في غلايات وسخانات المياه. تليين المياه يستخدم عادة لتقليل الآثار الضارة عن صلابة المياه.

## مصدر الصلابة

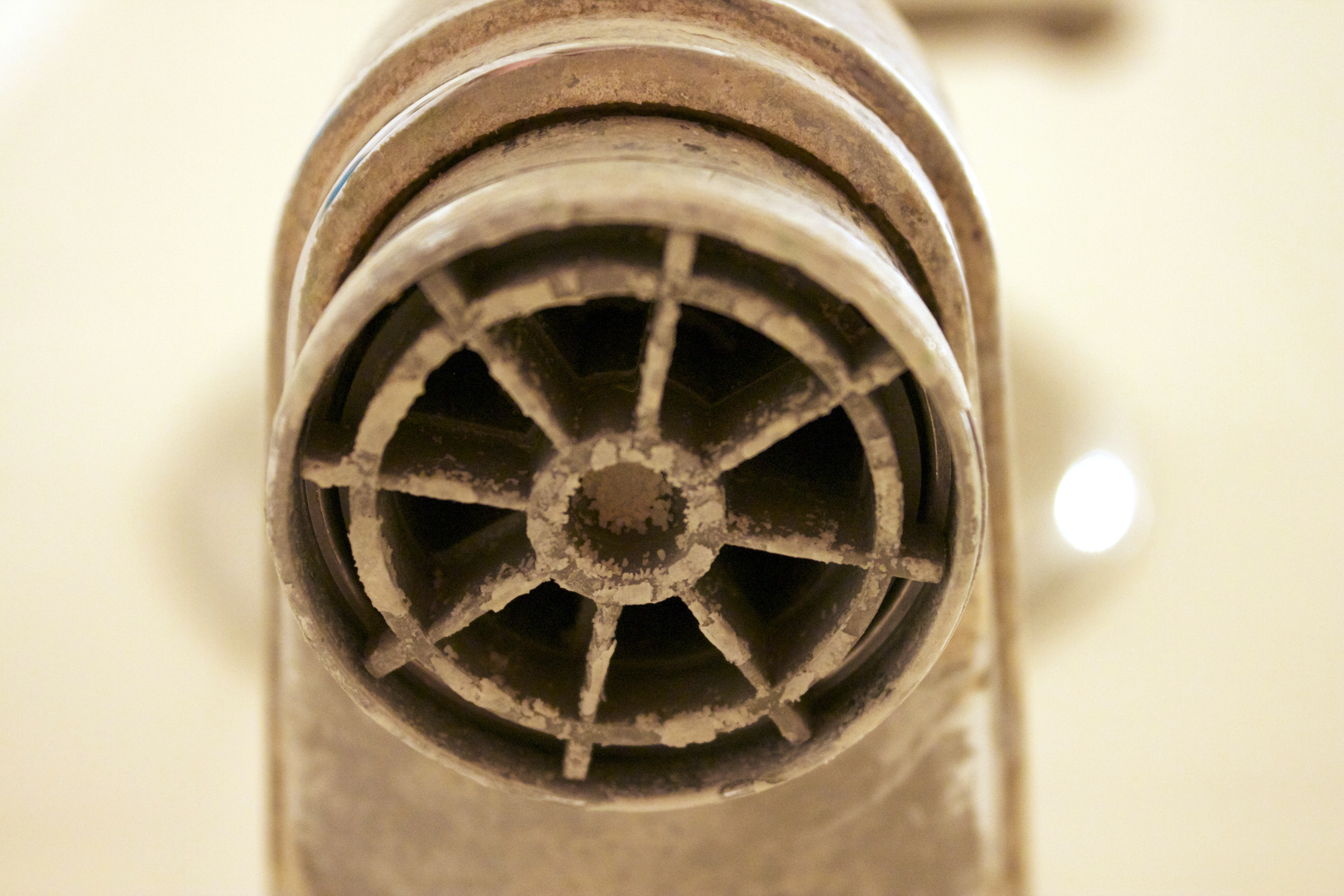
صنبور مع تكلس نتيجة الماء العسر.

صلابة الماء تتحدد ب  تركيز  الكاتيونات في الماء. الكاتيونات هي المعادن الموجبة المعادن المجمعات مع شحنة أكبر من 1+. عادة، الكاتيونات تكون لها شحنة 2+. الكاتيونات الموجودة في الماء العسر تشمل Ca2+ و Mg2+. هذه الأيونات تدخل إمدادات المياه عن طريق الترشيح من المعادن في المياه الجوفية. المشتركة أشهر المعادن المحتوية علي  الكالسيوم هي  الكالسيت والجبس. أما  المغنيسيوم فيوجد في معدن الدولوميت (الذي يحتوي أيضا على الكالسيوم). مياه الأمطار والماء  المقطر  هي مياه لينة لأنها تحتوي على قليل من الأيونات.[بحاجة لمصدر]
معادلة  التوازن التالية تصف  حل وتشكيل كربونات الكالسيوم:
CaCO3 (s) + CO2 (aq) + H2O (l) ⇋ Ca2+ (aq) + 2HCO3− (aq)
التفاعل يمكن أن يذهب في كلا الاتجاهين. المطر الذي يحتوي على ثاني أكسيد الكربون المذاب يمكن أن يتفاعل مع كربونات الكالسيوم وتاخذ أيونات الكالسيوم معها بعيداً.  كربونات الكالسيوم يمكن أن تترسب مرة أخرى ك كالسيت حيث أن ثاني أكسيد الكربون يضيع في الغلاف الجوي. 
أيونات الكالسيوم والمغنيسيوم في بعض الأحيان يمكن إزالتها عن طريق تحلية المياه.[بحاجة لمصدر]

### صلابة مؤقتة
الصلابة المؤقتة هو نوع من صلابة المياه بسبب وجود البيكربونات المذابة (بيكربونات الكالسيوم وبيكربونات المغنيسيوم). عند ذوبانها، تعطي هذه المعادن كاتيونات الكالسيوم والمغنيسيوم (+Ca2+, Mg2) وكربونات وبيكربونات الأنيونات (-CO32−، HCO3). وجود الكاتيونات المعدنية، يجعل  المياه صلبة. لكن خلافا للصلادة الدائمة الناجمة عن مركبات الكبريتات والكلوريد، يمكن تخفيض هذا صلابة '' مؤقتة '' بالماء المغلي أو بإضافة الجير (هيدروكسيد الكالسيوم) من خلال عملية تليين الجير.  الغليان يشجع على تكوين الكربونات من البيكربونات مع ترسيب كربونات الكالسيوم، وترك الماء.

### صلابة دائمة
الصلابة الدائمة هي الصلابة التي لا يمكن إزالتها عن طريق الغليان. في هذه الحالة، فإنه عادة ما يكون سببها وجود كبريتات الكالسيوم/كلوريد الكالسيوم و/أو كبريتات المغنيسيوم/كلوريد المغنيسيوم في الماء والتي لا تترسب برفع  درجة الحرارة. الأيونات التي تسبب الصلابة الدائمة  يمكن إزالتها باستخدام الماء المنقي  أو التبادل الأيوني.
الصلابة الدائمة الكلية = صلابة الكالسيوم +صلابة  المغنيسيوم
صلابة الكالسيوم والمغنيسيوم هو تركيز أيونات الكالسيوم والمغنيسيوم المعبر عنها بما يعادلها كربونات الكالسيوم.

## الآثار
مع الماء العسر، يشكل الصابون ترسبات بيضاء  بدلاً من إنتاج الرغوة، نظراً لأن أيونات 2 + تدمير خصائص السطح للصابون بتشكيل ترسبات صلبة. العنصر الرئيسي لتلك الرواسب هو ستيرات الكالسيوم، التي تنشأ من ستيرات الصوديوم، المكون الرئيسي للصابون: 
2 C17H35COO− (aq) + Ca2+ (aq) → (C17H35COO)2Ca (s)
وهكذا يمكن تعريف الصلابة كقدرة عينة الماء لاستهلاك لصابون، أو القدرة علي ترسيب الصابون كخاصية مميزة للماء الذي يمنع تكوين رغوة الصابون. المنظفات الاصطناعية لا تصنع مثل هذه الرواسب. 

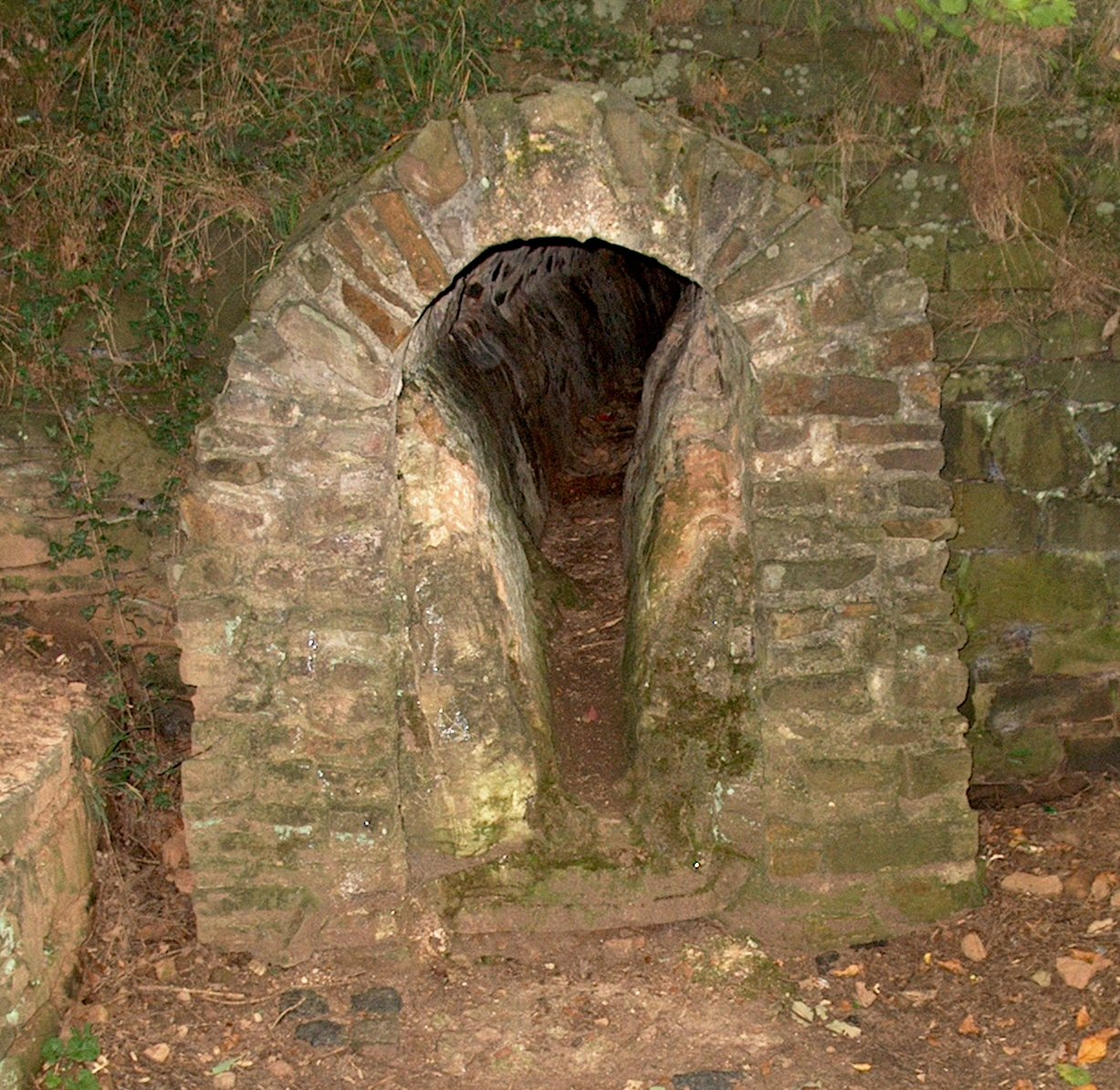
قناة إيفل في ألمانيا. في الخدمة لمدة 180 عاما

الماء العسر أيضا يشكل الرواسب التي تسد السباكة. هذه الودائع، تتكون أساسا من كربونات الكالسيوم (Caco3), هيدروكسيد المغنيسيوم (Mg(OH)2) كبريتات الكالسيوم (CaSO4). كربونات الكالسيوم والمغنيسيوم تميل إلى أن تكوين رواسب صلبة بيضاء في السطح الداخلي للأنابيب. هذه الرواسب (مواد صلبة غير قابلة للذوبان) هي أساسا بسبب التحلل الحراري لأيونات البيكربونات ولكن يحدث أيضا في الحالات التي يكون فيها ايونات الكربونات  في تركيز التشبع. هذا التراكم  يحد من تدفق المياه في الأنابيب. الأضرار الناجمة عن كربونات الكالسيوم المترسبة يختلف باختلاف  الشكل البلوري، على سبيل المثال، الكالسيت أو أراجونيت[8][8] [9]].

### الاعتبارات الصحية
منظمة الصحة العالمية تقول أنه «لا يبدو أن هناك أي أدلة مقنعة على أن صلابة المياه تسبب آثار ضارة على صحة البشر». في الواقع، فان المجلس الوطني للبحوث في الولايات المتحدة قد وجد أنه هذا الماء يمكن أن يكون بمثابة المكمل الغذائية للكالسيوم والمغنيسيوم.
وقد أظهرت بعض الدراسات  علاقة عكسية ضعيفة بين صلابة المياه وأمراض القلب والشرايين لدى الرجال تصل إلى مستوى 170 ملغ كربونات الكالسيوم لكل لتر من الماء.
الحد الأقصى والحد الأدنى من مستويات الكالسيوم (40-80 جزء في المليون) والمغنيسيوم (20-30 جزء في المليون) في مياه الشرب، والصلابة الكلية هي مجموع تركيزات الكالسيوم والمغنيسيوم 2-4 مليمول/ل.
وقد أظهرت دراسات أخرى علاقة ضعيفة بين صحة القلب والأوعية الدموية وصلابة المياه.
بعض الدراسات ربطت استخدام هذه المياه مع زيادة الاكزيما في الأطفال[15][15] [18]].

## القياس
الصلابة يمكن أن تقاس كميا عن طريق التحليل الآلي. مجموع صلابة المياه هو المجموع المولي لتركيزات Ca2+ و Mg2+  بوحدات مول/لتر أو مليمول/لتر. على الرغم من ان صلابة المياه تقاس فقط بمجموع تركيزات الكالسيوم والمغنيسيوم (الايونات  ثنائية التكافؤ الأكثر انتشارا), الا ان  الحديد، الألمونيوم، المنغنيز يمكن أيضا أن تكون موجودة في مستويات مرتفعة في بعض المواقع. وجود الحديد بالتحديد يضفي اللون البني (الصدأ)  للرواسب، بدلا من الأبيض (لون معظم المركبات الأخرى).
صلابة المياه في كثير من الأحيان لا يعبر عنها بالتركيز المولي، وإنما يمكن استحدام مختلف الوحدات، مثل درجة الصلابة العامة (dGH), الدرجة الألمانية  (°dH) أجزاء في المليون (جزء في المليون، mg/L, أو الدرجة الأمريكية),(gpg), الدرجة الإنجليزية (°e, e, أو درجة كلارك) أو الدرجة الفرنسية  (°fH, درجة فهرنهايت أو °F). ويبين الجدول أدناه عوامل التحويل بين الوحدات المختلفة.
|                                                                | mmol/L | ppm, mg/L | dGH, °dH | gpg    | °e, °Clark | °fH     |
| -------------------------------------------------------------- | ------ | --------- | -------- | ------ | ---------- | ------- |
| mmol/L                                                         | 1      | 0.009991  | 0.1783   | 0.171  | 0.1424     | 0.09991 |
| ppm, mg/L                                                      | 100.1  | 1         | 17.85    | 17.12  | 14.25      | 10      |
| dGH, °dH                                                       | 5.608  | 0.05603   | 1        | 0.9591 | 0.7986     | 0.5603  |
| gpg                                                            | 5.847  | 0.05842   | 1.043    | 1      | 0.8327     | 0.5842  |
| °e, °Clark                                                     | 7.022  | 0.07016   | 1.252    | 1.201  | 1          | 0.7016  |
| °fH                                                            | 10.01  | 0.1       | 1.785    | 1.712  | 1.425      | 1       |
| Example 1: 1 mmol/L = 100.1 ppm; Example 2: 1 ppm = 0.056 dGH. |        |           |          |        |            |         |

هيئة  المسح الجيولوجي في الولايات المتحدة تستخدم التصنيف التالي إلى الماء الصلب واللين،
| التصنيف      | الصلابة mg/L | الصلابة mmol/L | الصلابةin dGH/°dH | الصلابةin gpg | الصلابة ppm  |
| ------------ | ------------ | -------------- | ----------------- | ------------- | ------------ |
| لين          | 0–60         | 0–0.60         | 0-3.37            | 0-3.50        | less than 60 |
| صلابة معتدلة | 61–120       | 0.61–1.20      | 3.38-6.74         | 3.56-7.01     | 60-120       |
| صلابة        | 121–180      | 1.21–1.80      | 6.75–10.11        | 7.06-10.51    | 120-180      |
| أكثر صلابة   | ≥ 181        | ≥ 1.81         | ≥ 10.12           | ≥ 10.57       | > 181        |

### مؤشرات
تستخدم عدة مؤشرات لوصف سلوك كربونات الكالسيوم في الماء أو النفط أو خليط الغازات.

#### مؤشر تشبع لانجيلر (LSI)
LSI = pH (measured) − pHs
- LSI > 0  >>> الماء يكون فائق التشبع ويميل لترسيب طبقة من CaCO3.
- LSI = 0  >>>الماء يكون مشبع وف اتزان مع CaCO3.  حيث لا يترسب CaCO3 ولا يذوب
- LSI < 0  >>> الماء يكون غير مشبع ويمل الي اذابة CaCO3.

تحليل الماء:
pH = 7.5
TDS = 320 mg/L
Calcium = 150 mg/L (or ppm) as CaCO3
Alkalinity = 34 mg/L (or ppm) as CaCO3
معادلة LSI:
LSI = pH - pHs
(pHs = (9.3 + A + B) - (C + D 
حيث:
A = (Log10[TDS] - 1)/10 = 0.15
B = -13.12 x Log10(oC + 273) + 34.55 = 2.09 at 25 °C and 1.09 at 82 °C
C = Log10[Ca2+ as CaCO3] - 0.4 = 1.78
(Ca2+ as CaCO3 والذي يسمي أيضا صلابة الكالسيوم ويحسب هكذا =2.5(Ca2+))
D = Log10[القلوية مثل  CaCO3] = 1.53

#### مؤشر استقرار ريزنار (RSI)
RSI = 2 pHs – pH
- 6,5 < RSI < 7    فان الماء يعتبر في حالة تشبع مع كربونات الكالسيوم
- RSI > 8            الماء غير مشبع ويميل الي اذابة أي CaCO3
- RSI < 6,5         الماء يميل الي تكوين رواسب

#### مؤشرات أُخرى
المؤشرات الأخرى تشمل مؤشر لارسون-سكولد،  مؤشر ديفيس،  و  مؤشراودو تومسون.

## المعلومات الإقليمية
صلابة  إمدادات المياه المحلية تعتمد على مصدر المياه. المياه التي تتدفق على الصخور البركانية (النارية) الصخور سوف تكون لينة، في حين أن المياه من الآبار المحفورة في الصخور المسامية هي عادة تكون عسرة جدا.

### في أستراليا
تحليل صلابة المياه في كبرى المدن الأسترالية الأسترالي  يظهر الاختلاف من لينة جدا (ملبورن) إلى عسرة جدا (أديليد).
 مستويات صلابة كربونات الكالسيوم في جزء في المليون هي:
كانبيرا: 40; ملبورن: 10–26;
سيدني: 39.4–60.1;
بيرث: 29–226;
بريسبان: 100;
أديلايد: 134–148;
هوبارت: 5.8–34.4;
داروين: 31.

### في كندا
بعض القيم النموذجية هي: مونتريال 116 جزء في المليون، كالجاري 165 جزء في المليون، ريجينا 496 جزء في المليون، ساسكاتون 160-180 جزء في المليون، وينيبيغ 77 جزء في المليون، تورونتو 121 جزء في المليون، فانكوفر <3 جزء في المليون، شارلوت تاون 140-150 جزء في المليون، واترلو  400 جزء في المليون، جيلف 460 جزء في المليون. 

### في إنجلترا وويلز[40][41]
| المنطقة     | المصدر الرئيسي | المستوي                |
| ----------- | -------------- | ---------------------- |
| مانشستر     | ليك ديستريكت   | 1.750 °clark / 25 ppm  |
| بيرمنجهام   | الين فالي      | 3 °clark / 42.8 ppm    |
| بريستول     | مرتفعات منديب  | 16 °clark / 228.5 ppm  |
| ساوثهامبتون | مياه بول       | 18.76 °clark / 268 ppm |
| لندن        | لي فالي        | 19.3 °clark / 275 ppm  |